# Blauer Kongosalmler
Der Blaue Kongosalmler (Phenacogrammus interruptus, Syn.: Alestopetersius interruptus, Hemigrammalestes interruptus, Micralestes interruptus, Petersius codalus) ist ein Süßwasserfisch aus der Familie der Afrikanischen Salmler (Alestidae). Er lebt im mittleren Kongobecken in der Demokratischen Republik Kongo, sein typischer Lebensraum sind Regenwaldflüsse.

## Beschreibung
Der Blaue Kongosalmler erreicht eine Körperlänge von bis zu zwölf Zentimetern und kann maximal acht bis zehn Jahre alt werden. Bei geschlechtsreifen Männchen sind die mittleren Flossenstrahlen der Schwanzflosse sowie die Rückenflosse verlängert.

## Lebensweise
Der blaue Kongosalmler ist ein Schwarmfisch. Er lebt bentho-pelagisch, also im bodennahen Freiwasserbereich, und bei einer durchschnittlichen Wassertemperatur von 23 bis 26 Grad Celsius. Er ernährt sich von Würmern, kleinen Insekten und Krustazeen sowie Wasserpflanzen.

## Aquaristik
Aufgrund der Farbenpracht der Männchen – die Weibchen bleiben unscheinbar – und seiner Anpassungsfähigkeit zählt der Blaue Kongosalmler zu den häufig gepflegten Aquarienfischen.